# Морошкин, Фёдор Лукич
Фёдор Лукич Морошкин (1804—1857) — русский учёный-правовед, ординарный профессор Московского университета; действительный статский советник.

## Происхождение и семья
Потомок рода церковнослужителей, который был известен в Тверской епархии с XVII века. Сын священника села Васисино Калязинского уезда Тверской губернии Луки Андреевича Морошкина. Сыновья брата Якова Лукича (1799—1884) — Михаил Яковлевич и Иван Яковлевич — были известными церковными писателями.

## Биография
До 1814 года учился в Кашинском духовном училище. Затем окончил Тверскую духовную семинарию (1823) и отделение (факультет) нравственных и политических наук Московского университета (1828). «Дух законов» Монтескьё, «разом освоивший для него все области юриспруденции», и лекции некоторых профессоров развили в Морошкине стремление к историко-философскому изучению права. Кроме текущей немецкой юридической литературы, он по указаниям Дегая изучил произведения французской юридической литературы, ознакомился с древней и новой философией, историей права и действующим законодательством.
Отказавшись от подготовки к профессорскому званию в Профессорском институте, он защитил в 1833 году магистерскую диссертацию «О постепенном развитии законодательств» (М., 1832) и занял в Москве кафедру «права знатнейших древних и новых народов», читая также курсы русского и римского гражданского права. После введения нового устава 1835 года он занял кафедру российских гражданских законов в качестве экстраординарного профессора, а после защиты диссертации «О владении по началам российского законодательства» (М., 1837) был удостоен степени доктора права и в ноябре 1838 года утверждён в должности ординарного профессора. С 24.08.1839 г. — коллежский советник.
В 1842—1848 годах был инспектором Лазаревского института восточных языков (с 1849 года — старший учитель законоведения). С 1852 года он был главным смотрителем и инспектором Практической коммерческой академии.
В 1834 году был признан в потомственном дворянстве и внесён в 3-ю часть родословной книги Московской губернии; в 1846 году утверждён в дворянстве Сенатом. Также в 1846 году он был избран членом «Королевского общества северных антиквариев».
Был женат на дочери поэта кол.сов. Николая Диомидовича Оранского  Марии (умерла в 1863 году). Старший из сыновей — Сергей Фёдорович (1844—1900), был одним из выдающихся присяжных поверенных округа Харьковской судебной палаты и председателем совета присяжных поверенных этого округа. Дочь Надежда была дружна с А. Ф. Кони, и в переписке родственников имеется даже обсуждение их возможной свадьбы. Внук Михаил Николаевич Коваленский (1874—1923) стал историком, профессором Института красной профессуры.

## Научно-исследовательская деятельность
Хотя, по собственному признанию Морошкина, его занятия философией и убедили его в том, что «он не рожден для чистой философии», а требования нового устава университетов и настоятельные указания и руководство попечителя округа, графа Уварова, обратили его «к источникам самобытной силы русского просвещения: православию, самодержавию и народности» и привели позднее к признанию необходимости «чистой исторической методы в раскрытии отечественных наук» вопреки его собственным более ранним воззрениям — тем не менее, на всех трудах Морошкина отражается с полной силой влияние полученного им философского образования. Серьёзный юрист, обладавший точным знанием юридических фактов в области истории и догмы русского права и давший ряд ценных для своего времени трудов по их освещению (особенно упомянутая выше диссертация о владении, речь «Об уложении и последующем его развитии», М., 1839, и изданный после смерти курс его лекций по гражданскому праву, «Юрид. вестн.» за 1860—61 гг.), Морошкин как в этих трудах, так и в других своих печатных произведениях («Кафолический дух римского права», «Об участии Московского унив. в образовании отечественной юриспруденции», вступительной лекции о «правах знатнейших древних народов», в «Ученых зап. Мос. унив.» за 1833—34 гг.) проявляет постоянное стремление к философскому обобщению исторических явлений и извлечению из уроков истории поучений общественно-политического характера.
Приветствуя издание «Свода Законов», Морошкин настойчиво указывает на то, что одним изучением его норм отнюдь не достигается юридическое знание, цель которого состоит в том, чтобы «вызвать невидимого духа законов, извлечь сей разум из сокровенной глубины духа человеческого, из совести судей, из свойства и жизни вещей, превратить его в право положительное, развить и произвесть нечто органическое». Неволина Морошкин упрекает за отказ "от изложения истории гражданских законов в форме движения идеи законам, а в обеих диссертациях ставит положения о том, что «для возведения в науку русского гражданского положения нам необходимо принять философское, а потом уже историческое направление ведения».
Проникнутый упомянутыми выше консервативными началами русской жизни, Морошкин всегда выступает, однако, как убеждённый защитник свободной юридической науки, просвещения и гуманных начал правосудия, одним из источников которого он признает право естественное. Направляя свои сравнительно-исторические исследования к выводам в духе Гегеля и Ганса, Морошкин никогда не впадает в мелочное изложение фактов и не теряет чувства исторической и современной действительности, избегая ошибок, столь частых у других представителей как немецкой исторической, так и философской шкоды правоведения. Его указания на творческую роль «общего здравого юридического чувства и совести судьи», на воспитательное значение судебной практики и изучения обычного права также должны быть отмечены как положительные заслуги профессора, привлекавшие к нему многочисленных слушателей и создавшие ему вместе с его трудами почётное место среди русских учёных-юристов.
Кроме юридических трудов, Морошкину принадлежат несколько статей по русской истории («О значении имени Руссов и Славян» в «Маяке», «Рецензия на книгу подьячего Котошихина» в «Москвитянине» 1841 г. и др.). Здесь убеждение автора, что немецкие исторические критики «слишком обрезали русскую историю», «что Российское государство вызвано из ничтожества православною греко-кафолическою верою» и что «на сем краеугольном камне оно может утвердить свою власть над полвселенной», приводит местами к тенденциозному истолкованию фактов русской истории и к пользованию «старинным филологическим методом», лишающим эти работы всякого научного значения.
Морошкину принадлежит ещё перевод книги А. Рейца «История российских государственных и гражданских законов» (М., 1836), с обширными примечаниями, литературными указаниями и добавлениями.